# Kapasiteettiyksikkö
Kapasiteettiyksikkö est un groupe de hip-hop finlandais, originaire d'Helsinki. Le groupe est le premier groupe de hip-hop finlandais, avec les Fintelligens, à connaître le succès. Les membres de Kapasiteettiyksikkö, avec les Fintelligens, sont les fondateurs du hip-hop indépendant finlandais, et du label Rähinä Records.

## Biographie

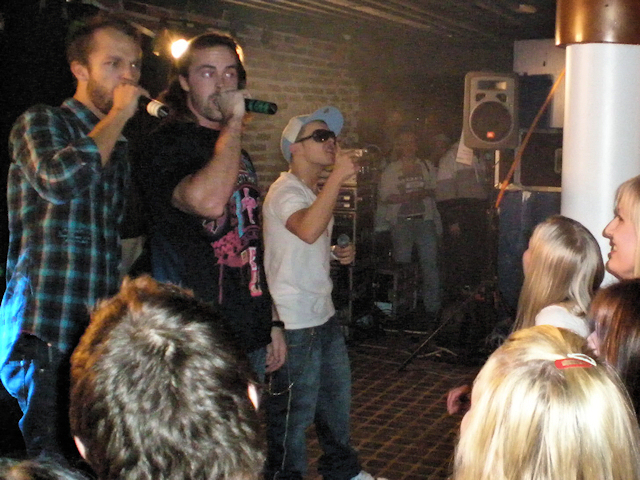
Kapasiteettiyksikkö en 2008.

Le groupe enregistre une première démo dans le studio des Fintelligens à l'automne 1999. Grâce à Demon, Kapasiteettiyksikkö est signé à la major Warner Music Finland, et publie son premier single, Etenee, en 2000, qui atteint le Top 10 des classements en Finlande. Un autre single, 4elementtii, qui est réalisé avec Avaimen (plus tard Asa), est diffusé sur les radios, et atteint aussi les classements. Leur premier album, Päivästtoiseen, est publié le 27 février 2001. Le troisième single à succès, A-ay!, fait participer le rappeur norvégien Diaz.
À l'automne 2002, un autre album, Klassikko, est publié, et apporte la percée ultime pour Kapasiteetti, notamment grâce à la chanson Tää on mun Stadi. Les morceaux aux chœurs sont effectués par le rockeur Hector. L'album compte aussi deux autres singles, Toisinaan et Näyttää hyvältä, qui font participer Eye'n'I et Profilen. L'émission Levyraati, diffusée par la chaîne de télévision locale MTV3 diffusera le clip de leur chanson Tää on mun Stadi, grâce auquel le groupe gagnera encore plus en popularité. Le groupe peut ainsi tourner au Japon, plus précisément à Tokyo, en novembre 2002. La tournée sera enregistrée et publiée sous le titre The Ultimate Japan Tour 2002.
En 2003, le groupe lance, en collaboration avec Fintelligens, le label Rähinä Records. La première sortie sur ce label est le single, Pakko saada sut, issu du troisième album de Kapasiteettiyksikkö, qui deviendra l'une des chansons hip-hop les plus réputées en Finlande. La chanson reste classée pendant huit semaines. En début décembre, leur troisième album, Itsenäisyyspäivä, est publié, et comprend 'Pakko saada sut, qui aide à doubler les ventes de l'albu.
En 2004 sort Usko parempaan.
Le 23 avril 2008 sort le best-of I ♥ KY, qui comprend des singles à succès comme Pidä kiinni et En voi sille mitään. Cette même année, le groupe cesse ses activités.

## Discographie

### Albums studio
- 2001 : Päivästtoiseen
- 2002 : Klassikko
- 2003 : Itsenäisyyspäivä
- 2004 : Usko parempaan
- 2006 : Susijengi
- 2008 : I ♥ KY

### Singles
- 2000 : Etenee
- 2000 : 4elementtii (feat. Avain)
- 2001 : Heineidit
- 2001 : A-ay! (feat. Diaz)
- 2002 : Toisinaan
- 2002 : Näyttää hyvältä (feat. Eye-N-I & Profilen)
- 2003 : Tää on mun Stadi (feat. Hector)
- 2003 : Pakko saada sut
- 2004 : Ota ne Pois 2
- 2004 : Usko parempaan
- 2004 : Lähdössä
- 2006: Erobiisi
- 2006 : Vielä vähän aikaa
- 2008 : Pidä kiinni